# 山達基教的經典
山達基教的經典包括由L·羅恩·賀伯特撰寫的與山達基教和戴尼提相關的書籍，及其發表的演講，也包括山達基教會及其相關組織機構製作的期刊和其他文件。帶有賀伯特名字的書籍被認為是山達基教經文正典的文本。
毫不誇張地說，有關戴尼提和山達基的資料數量非常廣泛。這些資料由賀伯特的書籍組成（包括戴尼提和山達基哲學和技術的基礎書籍、技術公告、技術詞典以及賀伯特管理技術公告），還有其作品彙編，講座錄音；聽析員訓練教材（書籍、錄音帶、影片和作品集）；課程包；小冊子；大量的雜誌和年刊；以及重大年度活動的錄影紀錄。——Dorthe Refslund Christensen:411
在賀伯特于1986年去世後，所有以他名字命名的出版物均受到山達基教會L·羅恩·賀伯特圖書館的版權保護，在他去世後由山達基教會重新編輯整理並出版的書籍則不列出作者和編輯，而是標為「基於L·羅恩·賀伯特的作品」:64。
以賀伯特主講的有聲書「山達基基礎系列演講」爲例，每套目前在臺灣售價為數千元至數萬元新臺幣不等。

## 書籍
以下為山達基主要的宗教文獻與著作。

### 基本山達基書籍
如何從山達基的角度看待生活。
《山達基：思考的原理》(1956) Scientology：The Fundamentals of Thought
這本書包含了所有基本的戴尼提和山達基原理和程序，這些原理和程序是針對個人及其生活作為遊戲而開發的。書中的一個基本概念是，無論如何，生命是一場遊戲。基本變數是個人知道自己在玩什麼遊戲的程度以及他們有意識地想出新遊戲的程度。
《山達基：生命新觀點》（1976) Scientology：A New Slant on Life
它是根據賀伯特的作品匯編而成，包含諸如「快樂是可能的嗎？」、「快樂生活的兩項原則」、「個人人格完整」和「反社會人格者」等山達基文章。 “《生命新觀點》是一本非常實用的手冊，適合那些尋求了解自己並發現自己答案的讀者。”
《工作的問題》（1956年）The Problems of Work
用山達基角度來看生命遊戲和工作遊戲。
《山達基 0-8：基礎之書》 Scientology 0–8：The Book of Basics
山達基所指的有關生命的基本知識。0-8表明「山達基從零到無限。」

### 進階山達基書籍
如何瞭解一個靈魂與這個宇宙之間的關係。
《山達基 8-80》（1952年11月） Scientology 8-80
這本書包含了希坦能夠創造能量並因此影響他周圍的環境的基本法則。因此，它還包括與能源生產相關的新開發的處理以及希坦不承擔責任的停滯或不受控制的能源。
《山達基 8-8008》（1952年12月） Scientology 8-8008
這是山達基教最重要的書籍之一。數字8-8008象徵質能時空宇宙歸零以及自身宇宙擴張至無限大。本書涉及假設、考慮以及個人感知並因此創造物理宇宙以及他自己的宇宙的方式的主題。這裡的處理涉及完全修復自己的宇宙，以便可以對共享的物理宇宙產生影響。
《山達基：人類的歷史》（1952年7月） Scientology：A History of Man
賀伯特這本書也被簡稱為《人類的歷史》，其原標題為《聽析內容》，提供了充足的一般案例數據和關於如何聽析“全軌跡”（個人生活的所有事件，稱為希塔線）和的基本說明。賀伯特認爲人的肉體歷史“基因線”和靈魂歷史“希塔線”平行，此書「冷血而真實地記述你過往七十六兆年的歷史」。遺傳實體案例包括一些單細胞生物、蛤蜊、樹懶和尼安德特人。在希坦的全軌跡上，有一些事件被籠統地稱為“太空歌劇”，其中包括“植入物”，指出於政治目的故意強加給受害者的強烈印痕。

賀伯特關於「希坦清理」程序的最早記錄的著作之一就在書中，賀伯特在書中第59頁指出，「清理希坦就像繫鞋帶一樣實用和簡單。它與催眠術、巫術、江湖騙術、猴子主義無關。結束，希坦能像舞臺上的魔術師移動物體一樣無所不能。」
《人類能力的開創》（1954年7月） The Creation of Human Ability
本書包含從先前的數據和新引入的聽析程序中得出的所有過程，這些過程涉及直接感知和影響客觀的、當前的現實，無論是人的身體內部還是外部。神學家馬可·弗倫什科夫斯基(Marco Frenschkowski) 評論說，這本書是作為聽析員的參考指南而創作的，旨在解決引導他們了解“山達基教更技術、更少哲學的一面”的實際必要性。它是由賀伯特辦公室編撰的，以《路加福音》中的一段聖經引文開頭，這是創始人的著作中最長的聖經引文之一。

### 基本戴尼提書籍
《戴尼提：現代心靈健康科學》 Dianetics：The Modern Science of Mental Health
這本書於1950年5月首次出版，被山達基人稱為“第一本書”，描述了賀伯特關於「反應性心靈」、「時間軌蹟」等的想法，以及他擺脫心身疾病達到「清新者」的治療技術:417。此書英文縮寫為DMSMH。
《生命的動力》 The Dynamics of Life
1951年首次出版，名為《戴尼提：原始理論》（Dianetics：The Original Thesis），1983年更名為《生命的動力》。根據該書2007年版的前言，編輯們寫道，這本書最初以手稿的形式傳給了幾個朋友，抄襲並親手傳遞。它產生了大量充滿問題的信件，促使賀伯特撰寫《戴尼提：現代心靈健康科學》一書。
《自我分析》（1951年8月） Self Analysis
本書包括生存和豐富的法則，對意識最包容的描述，人類為永生所做的努力及其與物質、能量、空間和時間的關係，描述了包括時間、記憶、遺忘、想像力在內的一系列廣泛發現的散文、價和每個的特殊聽析清單。本書還包括自我處理列表，它提供了最強大的聽析功能，並且可以隨時隨地進行。
《戴尼提：一門科學的演進》 Dianetics：The Evolution of a Science
戴尼提的第一部作品，最初以專欄文章的形式發表在科幻雜誌《驚奇超級科學故事》（1950年5月刊）上，它包含了關於終極電腦（心靈）如何工作、賀伯特如何發現「基本人格」、生命存在的動力原則「生存！」是如何分離出來的、錯誤的答案如何進入心靈、心靈如何似乎會有惡魔、「印痕」的概念是如何提出的，以及戴尼提技術是如何發展的。

該文章後來在1955年擴充為一本48頁的書重新出版。在2007年，橋出版社更是將其改編為一本213頁的書籍，作爲 「基礎系列」書籍的一部分發售。

### 戴尼提進階書籍
《生存的科學》（1951年6月） Science of Survival
在這本書中，賀伯特介紹了後來成為山達基教關鍵要素的概念：希坦、情緒度等級（Tone scale）和前世的可能性。它包含希坦如何與物質、能量、空間和時間的物理宇宙相互作用的描述（稱為MEST）。這本書是圍繞著人類評估圖表編寫的，提供了對情緒度等級和情感組成部分的完整描述——親和力、真實性與溝通三角形以及這些組成部分如何協同工作（ARC）。
《戴尼提55！》（1954年12月） Dianetics 55!
本書討論了非常廣泛的程序，所有這些程序都圍繞著個人與其環境的溝通這個主題。這是1955年對《戴尼提：現代心靈健康科學》的回答。
《高階步驟與公理》（1951年11月） Advanced Procedure and Axioms (November 1951)
原中譯為《進階程序與公理》。這是一本戴尼提的書，介紹了該理論建構所基於的概念：戴尼提公理，戴尼提理論所建構的所有公理；戴尼提邏輯，一種基於無限值邏輯的思想分析系統，透過它可以評估任何情況。本書也介紹了「自決力」、「完全的責任」和「服務性複製圖像」等假説——個人透過遭受某些無能、疾病等來尋求使自己正確和他人錯誤的機制。 ISBN 9781403144140
《待清新者手冊》（1951年12月） Handbook For Preclears
這本戴尼提書分享了許多《高階步驟與公理》的理論，並且致力於自我處理。
《兒童戴尼提》 Child Dianetics
《兒童山達基》。教導山達基人如何讓孩子成爲山達基人。
《L·羅恩·賀伯特演講筆記》 Notes on the Lectures of L. Ron Hubbard
演講包括第一次發明ARC三角形、情緒等級等資料。

### 基礎主管書籍
《主管，你如何活下去！》(1953) How to Live though an Executive
介紹賀伯特眼中機構運作的原理
《山達基品格入門》（1968年）Introduction to Scientology Ethics
由賀伯特撰寫的關於山達基教的品格與司法系統的介紹。

### 全套電儀表書籍
《介紹電儀表》 Introducing the E-Meter
對宗教工具心靈電儀表的介紹。
《瞭解電儀表》 Understanding the E-Meter
完整説明裝置的基本原理。有關原理的任何問題可以在該書中得到解答。
《電儀表的要點》 E-Meter Essentials
電儀表判讀之細節和意義。
《電儀表演練本》(1965) The Book of E-Meter Drills
早期版本歸功於瑪麗·蘇·賀伯特。介紹詳細操作流程。 ISBN 9781573180320

### 全套淨化書籍
《清新身體、清新心靈：有效的淨化程式》(1990) Clear Body, Clear MindThe Effective Purification Program
也簡稱為《清新身體、清新心靈》（Clear Body, Clear Mind）或《淨化》（Clear）。根據早期的賀伯特公報編集而成。顯示有害化學物質會滯留在身體的脂肪組織中並影響大腦。描述如何透過桑拿和維生素療法去除這些物質。本書是山達基教會及其附屬組織應用的淨化程式的基礎文本。
《淨化程式：毒品解決之道圖解書》 Purification：An Illustrated Answer to Drugs
將淨化程式作爲毒品解決之道。以圖解書來呈現淨化程式的概觀。
《淨化程式執行手冊》 Purification Rundown Delivery Manual
基於《淨化》一書，包括淨化程式的具體步驟、報告表格、和可寫下成功心得的空白。
《有關輻射的一切》（1957年） All About Radiation
已絕版。早期版本的標題是《有關輻射的一切：人類對人類的不人道行為》。賀伯特指美國和蘇聯進行的核子試爆，影響了他清新一個待清新者的速度。他藉此推出「戴尼辛」，一種聲稱可以用戴尼提的方式來處理身體影響的補品，實際為基於菸鹼酸的複合維他命。並將其副作用與核子輻射相關聯，現已成爲「净化程式」的一部分:7。
多年來的各版本的作者前後不一，曾標記為L·羅恩·賀伯特；「一位核物理學家和一位醫生」（約1967年）；Hubbard、Gene Denk 與 Farley R. Spink（1989年版本）；其他版本也包括Richard Farley。 ISBN 9780884044468

### 字典
《戴尼提和山達基技術字典》 Dianetics and Scientology Technical Dictionary
簡稱《技術字典》。山達基字彙與想法的指南，共收錄了三千多字詞，包括對已有字的新意義，如：生活、愛和快樂等，以及山達基技術的術語。
《現代管理技術定義：賀伯特經營與管理字典》
Modern Management Technology Defined：Hubbard Dictionary of Administration and Management
簡稱《行政管理字典》。字典定義了八千六百多個字彙，講述如何從山達基角度看商業管理。
《戴尼提與山達基基本字典》 Basic Dictionary of Dianetics & Scientology
前兩者合并的簡化版本。

### 其他山達基書籍
《藝術》（1991） Art
《藝術》最初是關於藝術理論的技術公報，是賀伯特對美學理論的編纂嘗試。賀伯特的方法著重於傳播與藝術之間的重疊。他在書中提出的藝術三大公理是：第一，「太多的原創性會讓觀眾感到陌生，從而產生分歧」。其次，「技術不應超越以溝通為目的的可操作性水準」。第三，「完美不能以犧牲溝通為代價」。 ISBN 9780884044833
《援助法聽析手冊》 Assists Processing Handbook
以山達基的援助發來減輕關節炎、使人清醒、退燒、協助孕婦或小孩，並減輕普通感冒的症狀等。
《個案補救法之書》 The Book of Case Remedies
《洗腦手冊》（1955）Brain-Washing Manual
山達基教會於1955年出版，未署名作者。賀伯特的兒子聲稱由賀伯特口述並印製。
《石中劍》（1938年） Excalibur
未發表的手稿，但賀伯特經常引用。其中提到生命的渴望是「生存！」
《團體聽析員手冊》 Group Auditor's Handbook
《你有前世嗎》(1958) Have You Lived Before This Life
不再發表。前世經歷的「四十一個實際案例歷史」的集合，是透過在1958年10月至11月舉行的山達基教會「第五屆倫敦高級臨床課程」上用電儀表進行聽析而收集到的。
《亞洲之頌：一首東方詩》(1974) Hymn of Asia：An Eastern Poem
賀伯特的一首詩，推測他是否可能是彌勒佛，即佛教文獻中所說的未來佛陀。賀伯特聲稱山達基源自於東方且「對我說話，就是對佛祖說話」。
《介紹與示範流程手冊》 Introductory and Demonstration Processes Handbook
《知》  Knowingness
《L·羅恩·賀伯特系列》 L. Ron Hubbard Series
涵蓋賀伯特傳記的16本書。
《時光任務》（1973年） Mission Into Time
講述了賀伯特1968年前往地中海檢查他對幾千年前發生的事件的「回憶」。本書根據講座編輯而成，以前出版為《全軌跡回想試驗》。 「這是一份關於派往撒丁島、西西里島和迦太基的任務的報告，目的是看看是否能找到具體證據來證實L. 羅恩·賀伯特對自己幾個世紀前的過去事件的回憶。」賀伯特講到自己那時在迦太基，是個水手，時間約在西元前200年。
《機構行政主管課程與管理系列（共12卷）》 The Organization Executive Course and Management Series (12 volumes)
《研究與發現系列》 Research and Discovery Series
《山達基手冊》(1994) The Scientology Handbook
《山達基手冊》是由山達基教會出版的一本871頁的手冊。雖然賀伯特被列為唯一作者，但它被描述為「由國際山達基教會的LRH圖書編譯人員編譯」。
《戴尼提和山達基的技術公報（18卷）》 The Technical Bulletins of Dianetics and Scientology (18 volumes)
《瞭解》 Understanding
《快樂之道》（1981) The Way to Happiness
在這本書中，賀伯特寫了一套相對寬鬆的常識性指南來實現快樂。

## 期刊
這些是山達基教會出版的一些主要的期刊雜誌，多爲機關刊物。
- 能力 Ability——五級機構雜誌。 五級機構提供高達清新等級的山達基服務[12]:2。
- 進步！ Advance!— 高階機構雜誌，包括洛杉磯高階機構 (AOLA) 等。高階機構提供山達基教徒OT等級的服務[12]:13。
- 聽析員 Auditor— 美國聖崗機構 (ASHO) 和AOSHUK等「聖崗」規模組織的雜誌。聖崗機構向學生提供聖崗特別簡報課程和OT等級的服務[12]:35。
- 原因 Cause— 國際賀伯特牧師聯盟 (IHELP) 雜誌。IHELP 授權個人山達基教徒來聽析教會以外的其他人[13]:273。
- 名人 Celebrity—名人中心雜誌[14]
- 中心 Centre —山達基中心國際總部雜誌[12]:71
- 確定性 Certainty — 不列顛群島雜誌[12]:610
- 自由 Freedom —國際山達基教會出版的雜誌，廣泛分發給任何公眾（即，非教徒）[12]:225。口號是「為了公共利益的調查報告」。最初的標語是「山達基教會出版的獨立雜誌」[15]:346，現被定性為宣傳雜誌[14][16]:110[13]:164。
- 狂風 High Winds—海洋機構的季刊
- 影響 Impact —國際山達基人協會雜誌
- 進軍 Inroads —生活與教育改善協會雜誌
- 國際山達基新聞 International Scientology News —國際山達基教會出版、分發給山達基教徒的雜誌。
- 真實性 Reality— 洛杉磯山達基教會雜誌
- 源頭 Source — 旗幟陸地基地雜誌，包括山達基教會旗艦服務組織和旗艦高階機構。
- 希塔 Theta — 紐約山達基教會雜誌
- 繁榮 Prosperity— 山達基世界企業協會雜誌。口號是「商業來源線」（"The Source Line for Business"）。
- 贏了！Winning! ——特別事務辦公室新聞雜誌

## 其他重要出版物
- 賀伯特溝通辦公室公報，簡稱“HCO公報“（Hubbard Communications Office Bulletin，HCOB）——僅由賀伯特撰寫。用於傳達聽析或訓練課程的程序（「技術」），一經發行即生效，除非取消。用紅墨水印在白紙上[17]:185[12]:265。
- 賀伯特溝通辦公室政策函，簡稱“HCO政策函”（Hubbard Communications Office Policy Letter，HCO PL) ——僅由賀伯特撰寫。用於傳達山達基行政和管理目的的命令、指示或政策。絕大部分為機構職員的訓練教材。用綠色墨水印在白紙上。縮寫為 HCO PL 或 HCO Pol Ltr[17]:185[12]:265。
- 旗令（Flag Order，FO）——海洋機構的政策。由賀伯特或海洋機構高管人員撰寫。
- 賀伯特行政指示（L. Ron Hubbard Executive Directive，LRH ED）——以前稱為 SEC ED。作者為賀伯特。用於專案、計畫、立即執行的命令和指示。用藍色墨水印在白紙上[12]:312。低級別的ED可由教會主管在當地教會發行。
- 山達基政策指示（Scientology Policy Directive，SPD）——用綠色墨水印在綠色紙上。由山達基教會發布，而不是由賀伯特發布。

## 註腳
1. ↑  Quote: [賀伯特先生的遺囑信託]延續了賀伯特先生對其作品進行版權保護的做法，並酌情向橋出版社、新紀元出版社或國際山達基教會授予製作和分發經文材料的權利。為了繼續在版權聲明中使用賀伯特先生的名字（遺作的版權聲明必須以死者遺囑執行人或個人代表的名義），其遺產執行人（以及後來的信託受託人）註冊並使用以虛構名稱「L·羅恩·賀伯特圖書館」（L. Ron Hubbard Library）作為合法的營運形式。因此，賀伯特先生死後註冊的作品的版權聲明上寫著「L·羅恩·賀伯特圖書館」，而不是賀伯特先生個人代表的個人姓名。[4]:54, Bates 150131
2. ↑  山達基的相關組織機構也出版了許多標有「基於L·羅恩·賀伯特的作品」的書籍。這些通常是從他的原著中精選出來並與主題相關的段落。[1]:9
3. ↑  Quote: [書籍]沒有列出作者或編輯。封面上都寫著「基於L·羅恩·賀伯特的作品」，注冊版權由L·羅恩·賀伯特圖書館持有，該圖書館是山達基教會的另一個名稱靈性技術教會在商業上的別名。山達基教會的出版商橋出版社決定不列出任何作者或編輯的理由是：「賀伯特先生是思想和研究技術的作者......因為它們是賀伯特先生的思想和方法論，而橋出版社則將無可爭議的功勞歸於創始人L·羅恩·賀伯特。」——橋出版社的資深副總裁 Scott D. Welch致《教育周刊》（Education Week）編輯的一封信，1997年10月10日發表[5]